# هرم سكاني

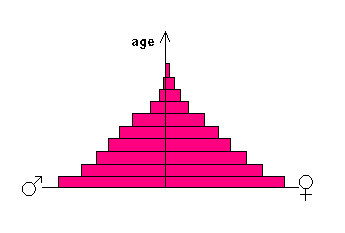

الهرم السكاني، أو هرم الأعمار ،عبارة عن رسم بياني يوضح توزيع السكان حسب فئاتهم العمرية ونوعيتها، وهناك عدة أنواع من الأهرامات السكانية، وهي: الهرم ذو القاعدة العريضة، الهرم ذو القاعدة الضيقة، والهرم ذو القاعدة المتوسطة. وهو يعرض بيانات للسكان حسب العمر والنوع، ويسمى بالهرم لأنه في صورته الكلاسيكية والعلمية الأساسية يأخذ شكل الهرم، حيث يتكون من قاعدة عريضة تمثل معدل المواليد ،وتمثل قمته معدل كبار السن ،وفي المنتصف القوى العاملة، إلى أن الشكل العام للهرم السكاني يعتمد على طبيعة المجتمع من حيث مستويات المواليد والوفيات ونسبة الإعالة.

## الخصائص
أولا: دائما يرسم الهرم السكاني بوضع السكان الذكور على اليسار، والسكان الإناث على اليمين، وكذلك يوضع صغار السن في قاع الهرم السكاني وكبار السن في قمته، كما يتم التعبير عن الأرقام في منتصف الهرم إما سنة أو كل خمسة أعوام.
ثانيا: يتم قياس نسبة السكان في المحور الأفقي في الهرم السكاني بالمليون.
الهرم ذو القاعدة العريضة ثم المتوسطة ثم الضيقة.

## إعداده
طريقة إعداد الهرم السكاني بالفيديو باستخدام برنامج التحليل الإحصائي SPSS 

## الأنماط
يمكن تصنيف الأهرامات السكانية- رغم اختلافها في كل بلد- إلى ثلاثة أنواع: ثابتة أو موسَّعة أو ضيقة. حُددت هذه الأنواع من خلال معدلات الخصوبة والوفيات في كل بلد.
هرم «ثابت» أو هرم سكاني ساكن
يمكن وصف الهرم بأنه ثابت إذا ظلت النسب المئوية للسكان (العمر والجنس) ثابتة تقريبًا بمرور الوقت. تتوازن أعداد المواليد والوفيات تقريبًا مع بعضها البعض في التجمعات السكانية الثابتة.
هرم «متوسّع» أو هرم سكاني آخذ في الاتساع
هرم سكاني واسع جدًا عند الأعمار الشابّة، وهو من سمات البلدان ذات معدل المواليد المرتفع وربما متوسط العمر المتوقع المنخفض. يقال إن عدد السكان ينمو بسرعة، ويزداد حجم كل مجموعة ولادات في كل عام.
هرم «ضيق» أو عدد سكان متناقص
هرم سكاني ضيق في الأسفل. السكان في شيخوخة بالمتوسط، إذ تتمتع الدولة بمتوسط عمر طويل، ومعدل وفيات منخفض، ولكن أيضًا بمعدل مواليد منخفض. قد يشير هذا إلى احتمال وجود نسبة إعالة عالية في المستقبل بسبب قلة الأعداد في سن العمل. يعدّ ذلك نمط نموذجي لبلد متقدم للغاية، مع مستوى عالٍ من التعليم، وسهولة في الوصول إلى وسائل منع الحمل والتحفيز على استخدامها، والرعاية الصحية الجيدة، وقلة العوامل البيئية السلبية.

## التضخم الشبابي
وصف غاري فولر (1995) التضخم الشبابي كنوع من الهرم التوسعي. يجادل غونار هينسون (2003) بأن الزيادة السكانية وخصوصًا الذكور البالغين، تؤدي بشكل متوقع إلى الاضطرابات الاجتماعية والحرب والإرهاب، إذ يبرر «الثالث والرابع من الأبناء» الذين لا يجدون مناصب مرموقة في مجتمعاتهم الحالية، زخمهم للمنافسة على أساس الدين أو العقيدة السياسية.
يدعي هينسون أنه يمكن عزو معظم فترات الاضطرابات الاجتماعية التاريخية التي تفتقر إلى المحفزات الخارجية (مثل التغيرات المناخية السريعة أو التغيرات الكارثية الأخرى في البيئة) ومعظم عمليات الإبادة الجماعية بسهولة إلى التضخم الشبابي.
استخدم هذا العامل أيضًا للحساب في أحداث الربيع العربي. يُزعم أن الركود الاقتصادي، مثل الكساد الكبير في ثلاثينيات القرن العشرين، والركود في أواخر العقد الأول من القرن الحادي والعشرين، يرجع جزئيًا إلى العدد الكبير من الشباب الذين لا يستطيعون العثور على وظائف. يمكن النظر إلى التضخم الشبابي على أنه أحد العوامل العديدة في تفسير الاضطرابات الاجتماعية والانتفاضات في المجتمع. وجدت دراسة أجريت عام 2016 أن التضخم الشبابي يزيد من فرص نشوب حروب أهلية غير عرقية، في حين لا يساهم في الحروب الأهلية العرقية.
يساهم العدد الكبير من المراهقين الذين يدخلون القوة العاملة ويضغطون على الناخبين في طبقات الاقتصاد والنظام السياسي- التي صممت لمجموعات سكانية أصغر- في البطالة والاغتراب إذا لم تتوفر فرص جديدة بالسرعة الكافية، ويتراكم في هذه الحالة «عائد ديموغرافي» لأن العمال المنتجين يفوقون المُعالين صغارًا وكبارًا.
ترتبط الفئة العمرية بين 16-29 عامًا بالمخاطرة، وخاصة بين الذكور. يرتبط التضخم الشبابي في البلدان النامية بشكل عام بارتفاع معدلات البطالة، وكنتيجة، بارتفاع مخاطر العنف وعدم الاستقرار السياسي. يعد الانتقال إلى الهياكل العمرية الأكثر نضجًا شرطًا لازمًا لتحقيق الديمقراطية، بالنسبة إلى سينكوتا ودوكس (2011).
يتطلب عكس آثار التضخم الشبابي، أن تكون السياسات المحددة مثل خلق المزيد من فرص العمل، وتحسين برامج تنظيم الأسرة، وخفض معدلات وفيات الرضع، على رأس الأولويات.